# Franco Maselli
Franco Maselli (Bazzano, 9 febbraio 1932) è un ex calciatore e allenatore di calcio italiano, di ruolo centrocampista o attaccante.

## Carriera
Ha esordito in Serie A con la maglia del Palermo il 30 dicembre 1951 in SPAL-Palermo (3-0).

## Palmarès

### Club

#### Competizioni nazionali
- Serie C: 1

Reggiana: 1957-1958